# 42 – Die wahre Geschichte einer Sportlegende
42 – Die wahre Geschichte einer Sportlegende (Originaltitel: 42) ist ein US-amerikanischer biografischer Sportfilm des Regisseurs Brian Helgeland aus dem Jahr 2013. Es ist eine Filmbiografie über den Baseballspieler Jackie Robinson, dessen Trikotnummer die 42 war.

## Handlung
Der Film orientiert sich an den Biografien von Jackie Robinson, der als erster Afroamerikaner in der amerikanischen Baseball-Profiliga (MLB) spielte, und Branch Rickey, dem Präsidenten und Manager der Brooklyn Dodgers. Dieser setzte sich mit der Verpflichtung Robinsons für die Brooklyn Dodgers über das Gentlemen’s Agreement hinweg, das über fünfzig Jahre eine ungeschriebene Rassentrennung in den beiden Ligen der MLB aufrechterhielt. Das Filmgeschehen konzentriert sich dabei auf die Jahre 1946 und 1947.

## Veröffentlichung
Der Film feierte am 15. April 2013, dem Datum, an dem Robinson für die Dodgers sein Debüt feierte, in den Vereinigten Staaten Premiere. In Deutschland startete der Film am 8. August 2013 in den Kinos.

## Kritik
Die Auswertung von 195 vorwiegend nordamerikanischen Filmkritiken durch Rotten Tomatoes ergab eine Zustimmungsquote von 85 %, womit der Film als „Certified Fresh“ eingestuft wurde. Als genereller Tenor der Kritiken wurde sinngemäß genannt: „42 ist eine ernsthaft, inspirierend und respektvoll erzählte Biographie einer bedeutenden amerikanischen Sportikone, auch wenn der Film vielleicht etwas altmodisch daherkommt und im Zweifelsfall immer auf Nummer sicher geht.“